# Бразилия-ди-Минас (муниципалитет)
Брази́лия-ди-Ми́нас (порт. Brasília de Minas) — муниципалитет в Бразилии, входит в штат Минас-Жерайс. Административным центром муниципалитета является одноимённый город.
Составная часть мезорегиона Север штата Минас-Жерайс. Входит в экономико-статистический микрорегион Монтис-Кларус. Население составляет 30 706 человек на 2006 год. Занимает площадь 1398,563 км². Плотность населения — 22,0 чел./км².

## История
Город основан в 1923 году.

## Статистика
- Валовой внутренний продукт на 2003 год составляет 69 941 892,00 реалов (данные: Бразильский институт географии и статистики).
- Валовой внутренний продукт на душу населения на 2003 год составляет 2292,88 реалов (данные: Бразильский институт географии и статистики).
- Индекс развития человеческого потенциала на 2000 год составляет 0,692 (данные: Программа развития ООН).